# 纽约市唐人街
美國紐約州的華人移民主要在纽约市，而纽约市唐人街主要的分布于纽约市的几个街区，如下：
- 曼哈顿：曼哈顿华埠（小粵港/勿街、小福州/东百老汇大街）
- 皇后区：皇后区的唐人街/國語埠（法拉盛、艾姆赫斯特、可乐娜）
- 布鲁克林：布鲁克林华埠（布鲁克林小福州、本森社区/布鲁克林小粵港第一（英语：Bensonhurst, Brooklyn）、U大道/布鲁克林小粵港第二）

有些华裔社区近几十年來在纽约地区生根，包括皇后区的法拉盛，其华裔人口由于「9·11事件」的影響，最近超过了曼哈顿华埠。另外一个华裔社区位于布鲁克林的日落公园，在布鲁克林的8大道上（40街至65街），被称为「八大道」。紐約市在布鲁克林还有其它一些比较小的唐人街: 有海湾公园道（Bay Parkway），从65街至74街，羊頭灣地区（Sheepshead Bay）的「U大道」，从东12街至东24街，本森赫斯特地区（Bensonhurst）的86街，从18大道至Stillwell大道。 在皇后区有埃姆赫斯特（Elmhurst）。纽约市週邊的爱迪生镇现在也发展出一个小的唐人街。
这些华裔社区的人口组成与曼哈顿华埠不一樣。住在新华埠的的人一般比较富裕，商店也比较大型及运营的资本比较雄厚。法拉盛华埠主要的构成是由于1997年香港主权移交而来的香港移民，以及一部份來自臺灣的移民。这些移民都有较多的资本，他们购买了之前居住在法拉盛的摩门教教徒财产。而布鲁克林的「八大道華埠」主要是來自廣東和福建的新移民。美国化的华裔一般都离开密集的华裔社区。

## 地理

### 曼哈顿的华埠
曼哈顿的华埠是紐約最早的唐人街。1980－90年代之前，這裡主要是廣東人聚居在勿街周圍。1980年代開始有很多福州人慢慢搬入，并将東百老匯周圍發展为福州人聚居的唐人街區域。這一帶的唐人街也演變成小粵港和小福州兩個區域。
雖然福州人多数能講國語，並且逐步擴展出了皇后區法拉盛的唐人街（以講國語為主），但法拉盛一帶房租、物价更高，工作机会也不如曼哈顿华埠丰富，再考虑到大部分福州新移民的身分及語言障碍，因此曼哈頓華埠仍然是許多新來華人的落腳點。也正是如此，很多福州人也在那時候學習了廣東話，用於日常工作和溝通。很可惜他們那時会被廣東人欺負，因為他們的文化、语言不一样，也因为他們中很多沒有身份。
從2000年代起，皇后區和布魯克林的華人人口數量已經遠遠超過超了曼哈顿的華人人口。 現在很多廣東人和福州人開始逐步遷移去了布魯克林幾個的新唐人街.

### 皇后區國語埠
皇后區也發展了兩個唐人街.法拉盛華埠在皇后區是最大的最早發展的唐人街. 

#### 小臺灣／臺北
從1970年代開始很多臺灣人移民來紐約但是因為他們大部分有高級的教育和中產階級，包括他們是講漢語官話而非講廣東話，他們無法融入曼哈顿華埠的廣東人，因為曼哈頓華埠早期為講廣東話的工人階級移民，所以臺灣人慢慢發展自己講官話的唐人街“小臺灣／臺北”。
臺灣人和福州人為最早期來紐約的非粵語華人移民，臺灣人和福州人講官話和自己的方言。

#### 聯合全中國和臺灣區域聚
這個唐人街聚居很多其他不是講粵語的華人，大部分定居此地的華人講漢語官話及其他漢語方言. 
所以這個唐人街變成紐約最大最中的華人文化區因為有很多各式各樣中國其他省分來的移民，不像曼哈顿和布魯克林的華人區大部分為廣東和福州移民因方言不同而分開聚居. 
艾姆赫斯特也是另外一個皇后區地方也有講官話社區但規模比較小. 現在這些唐人街變成聯合全中國和臺灣區域聚.

### 布魯克林华埠

#### 布魯克林小福州
日落公園有最大布魯克林的華人區在八大道。以前這個唐人街是全部廣東人但是這個唐人街沒有這麼大也不太發展。但是現在變成發展了全紐約最大福州區也超了曼哈顿的華人人口。

#### 布魯克林小粵港
現在很多廣東人搬過來本森赫斯特地区和羊頭灣地区也到處發展了好幾個很散的新廣東人唐人街.
在本森赫斯特地区發展了好幾個新小廣東人唐人街好像86街从18大道至Stillwell大道, 有海湾公园道（Bay Parkway）从65街至74街，18大道从65街到78街左右. 
羊頭灣地区U大道从东12街至东24街也發展了小廣東唐人街.
在布魯克林, 福州人唐人街和廣東人唐人街分開隔了遠一些距離不像在曼哈顿的廣東人唐人街和福州人唐人街剛才旁邊一起.2024年州议会选举，共和党推出的陈学理，首次击败多次连任的民主党 曲怡文，成为共和党在华埠一大胜利。